# Françoise Coblence
 (avril 2023).
Si vous disposez d'ouvrages ou d'articles de référence ou si vous connaissez des sites web de qualité traitant du thème abordé ici, merci de compléter l'article en donnant les références utiles à sa vérifiabilité et en les liant à la section « Notes et références ».
Françoise Coblence, née en 1949 et décédée le 29 juillet 2021, est professeur émérite d'esthétique à l'université de Picardie Jules-Verne et psychanalyste, membre de la Société psychanalytique de Paris.

## Biographie

### Parcours universitaire
Françoise Coblence est professeur des universités à l'université de Picardie Jules-Verne de 2001 à 2012.
Outre sa fonction d'enseignante-chercheuse, elle a été doyenne de l'UFR des arts durant deux mandats de 1994 à 1996, puis de 2001 à 2005. Elle a également dirigé un laboratoire de recherche entre 2004 et 2007, le CRA (Centre de recherche en arts) devenu par la suite le CRAE (Centre de recherche en arts et en esthétique). Sous son impulsion, le laboratoire a réuni une équipe de chercheurs en histoire de l'art, arts plastiques et arts du spectacle.
Françoise Coblence est professeur des universités émérite depuis le 1er septembre 2012.

### Parcours psychanalytique
Entrée à la Société psychanalytique de Paris en 1996, Françoise Coblence est devenue adhérente/titulaire en 2003, puis formatrice en 2011. Elle a dirigé la Revue française de psychanalyse de 2012 à 2020. Sa direction de la Revue française de psychanalyse a été marquée par l’ouverture de la revue vers le monde des sciences humaines et de la culture, mais aussi vers la réflexion épistémologique.
D’une très vaste culture psychanalytique, elle suivait de près les différentes évolutions de la psychanalyse  et tenait à ce que les multiples avancées trouvent leur place.

#### Diffusion des connaissance
Très attachée à la transmission Françoise Coblence crée et anime à la Société psychanalytique de Paris un séminaire intitulé «Écrire la clinique», ouvert à de jeunes collègues, analystes en formation ou analystes confirmés, qui cherchent à rendre sous forme écrite leur réflexion sur telle ou telle situation clinique, et l’enrichir avec la discussion théorique appropriée.